# باول كونواي
باول كونواي (بالإنجليزية: Paul Conway)‏ (17 أبريل 1970 ببورتلاند في الولايات المتحدة - ) هو لاعب كرة قدم أمريكي في مركز الهجوم. لعب مع نادي كارلايل يونايتد ونادي نورثامبتون تاون وتشارلستون بيتري ونادي سكاربورو وPortland Timbers (2001–2010) ‏ وبورتلاند تِمبرز ‏ وBrooklyn Italians ‏.

## وصلات خارجية
- باول كونواي على موقع قاعدة بيانات كرة القدم.إي يو (الإنجليزية)